# Džbán (berg)
Džbán är ett berg i Tjeckien.   Det ligger i regionen Mellersta Böhmen, i den nordvästra delen av landet, 50 km väster om huvudstaden Prag. Toppen på Džbán är 537 meter över havet.
Terrängen runt Džbán är platt söderut, men norrut är den kuperad. Runt Džbán är det ganska tätbefolkat, med 65 invånare per kvadratkilometer. Närmaste större samhälle är Rakovník, 11,0 km söder om Džbán. Trakten runt Džbán består till största delen av jordbruksmark.